# سالاكغريفا
سالاكغريفا (بالإنجليزية: Salacgrīva)‏ هي منطقة سكنية تقع في لاتفيا في لاتفيا.[بحاجة لمصدر] يقدر عدد سكانها بـ 3,269 نسمة ومساحتها 12.57 كم2 .

## المدن التوأمة
مدينة Handewitt هي مدينة توأمة لـسالاكغريفا.

## معرض صور

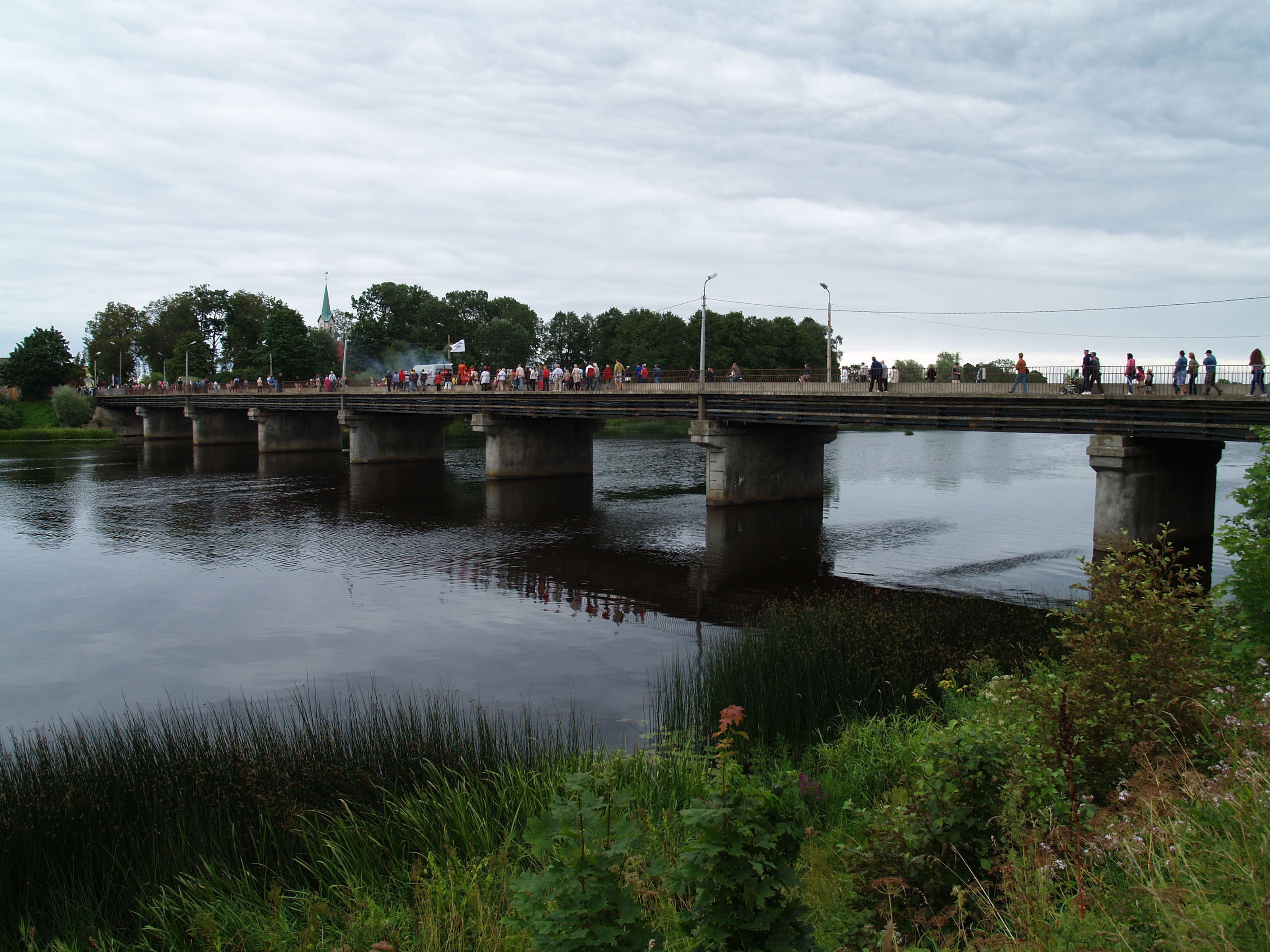
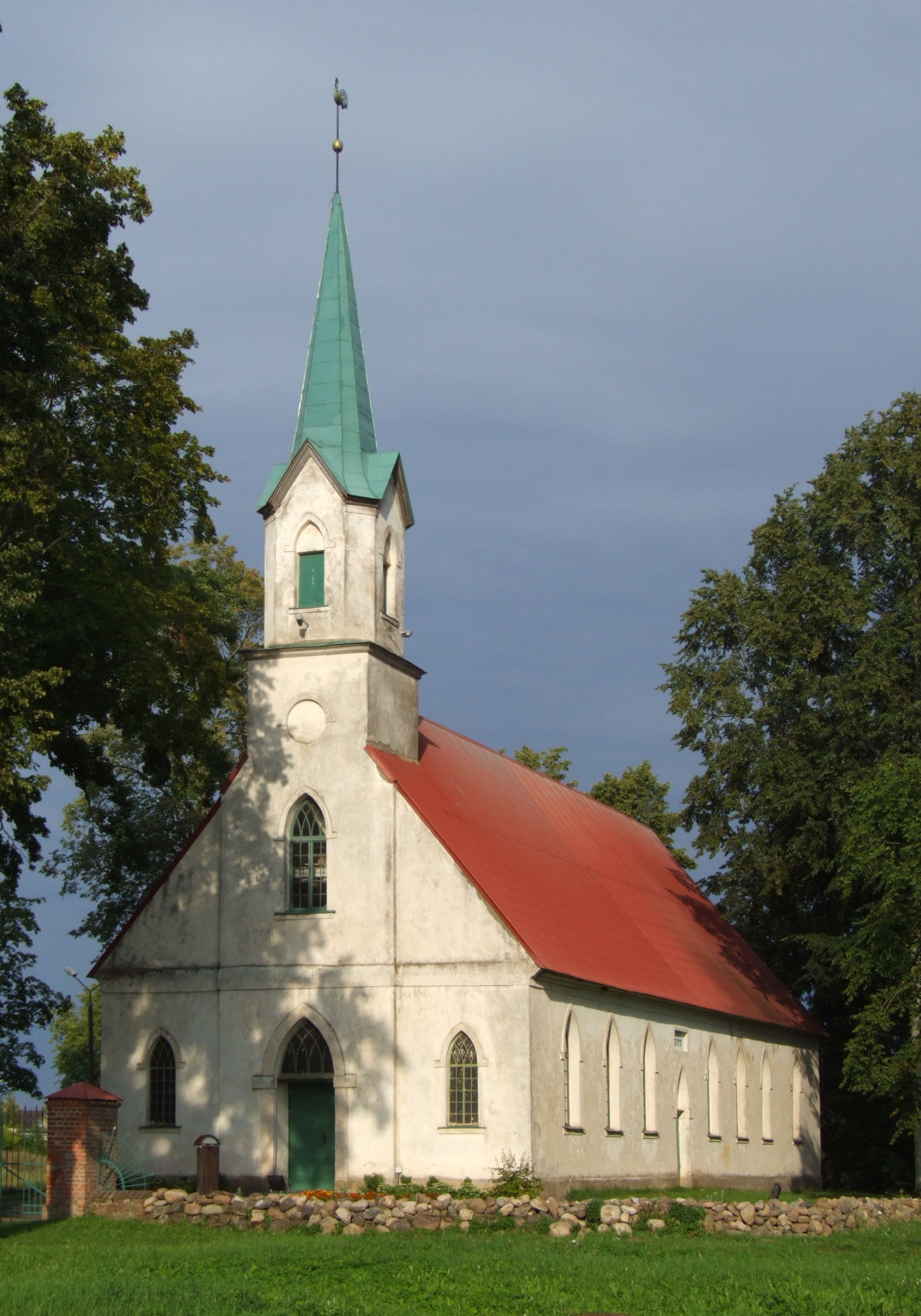
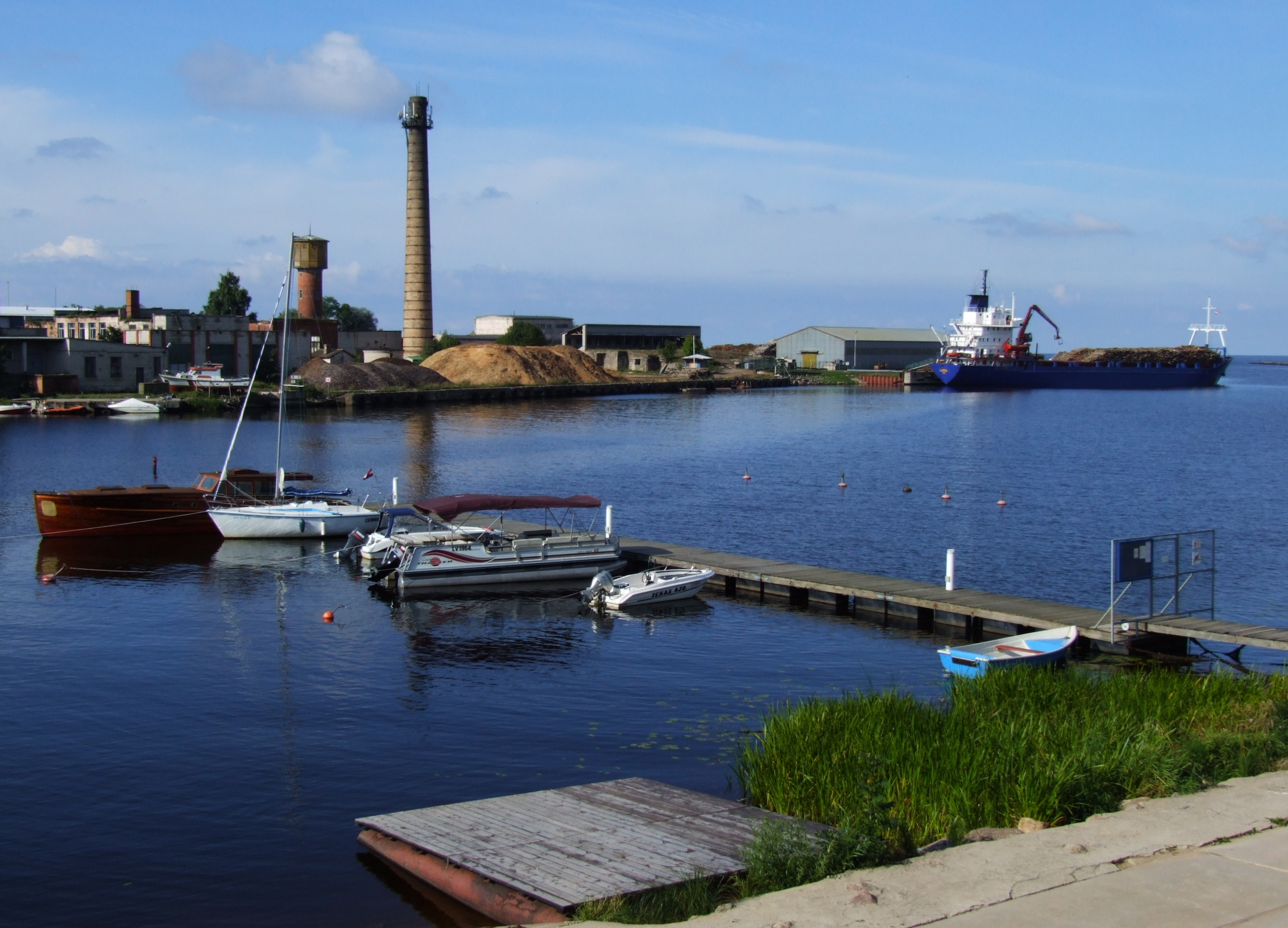
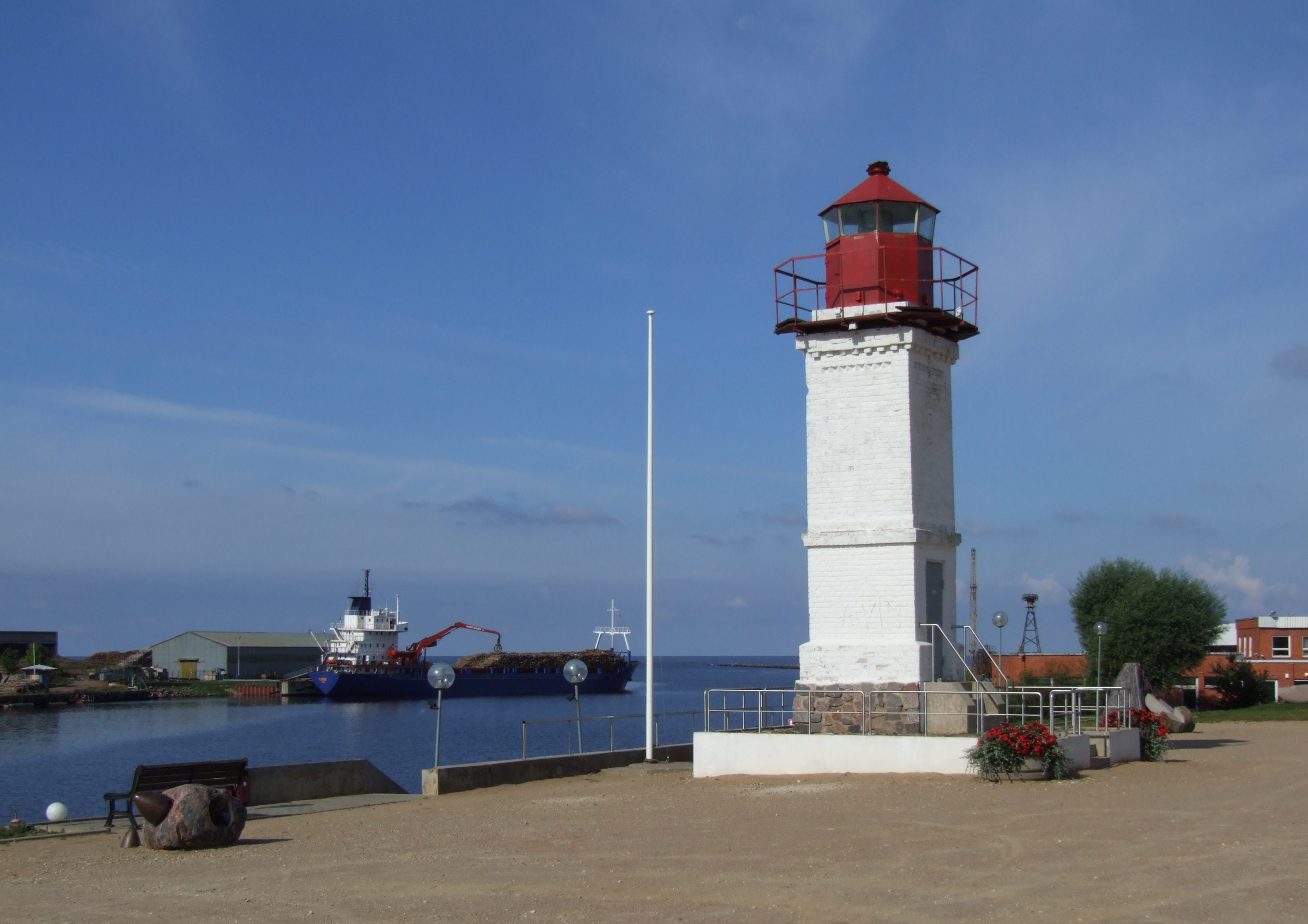